# Slow Train Coming
Slow Train Coming — дев'ятнадцятий студійний альбом американського музиканта та автора пісень Боба Ділана, виданий 18 серпня 1979 року лейблом Columbia Records.

## Про альбом
Slow Train Coming — перший альбом Ділана після прийняття ним християнства. Тому в цій роботі музикант всіма піснями намагався або виразити його особисту віру, або підкреслити важливість християнського вчення і філософії. Альбом не сподобався багатьом його прихильникам, але водночас викликав інтерес серед багатьох християн.
Сингл із даного альбому «Gotta Serve Somebody» став першим за три роки, який отримав «Ґреммі» в номінації «краще чоловіче рок-виконання» у 1980 році. Альбом досяг 2-ї позиції у Великій Британії і став платиновим у США, де піднявся до 3-ї позиції.

## Список пісень
| Сторона 1 | Сторона 1              | Сторона 1  |
| #         | Назва                  | Тривалість |
| --------- | ---------------------- | ---------- |
| 1.        | «Gotta Serve Somebody» | 5:22       |
| 2.        | «Precious Angel»       | 6:27       |
| 3.        | «I Believe in You»     | 5:02       |
| 4.        | «Slow Train»           | 5:55       |

| Сторона 2 | Сторона 2                              | Сторона 2  |
| #         | Назва                                  | Тривалість |
| --------- | -------------------------------------- | ---------- |
| 1.        | «Gonna Change My Way of Thinking»      | 5:25       |
| 2.        | «Do Right to Me Baby (Do Unto Others)» | 3:50       |
| 3.        | «When You Gonna Wake Up»               | 5:25       |
| 4.        | «Man Gave Names to All the Animals»    | 4:23       |
| 5.        | «When He Returns»                      | 4:30       |